# Szentgáloskér
Szentgáloskér é um município da Hungria, situado no condado de Somogy. Tem 27,25 km² de área e sua população em 2019 foi estimada em 520 habitantes.